# Рінко Кікучі
Рінко Кікучі (яп. 菊地 凛子, Кікучі Рінко) (при народженні Юріко Кікучі (яп. 菊地 百合子, Кікучі Юріко); 6 січня 1981) — японська акторка кіно, телебачення та театру, модель і кінорежисерка. Номінантка премії «Оскар» за роль у фільмі «Вавилон».

## Кар'єра
Дебютувала у кінематографі 1999 року як Юріко Кікучі, у фільмі «Воля до життя» Кането Шіндо. Незабаром, у 2001, знялася у фільмі Казуйосі Комурі «Сора но Ана» (空 の 穴), який показали на кількох міжнародних фестивалях, включаючи Роттердамський кінофестиваль. 2004 року Кікучі з'явився у добре сприйнятому фільмі Кацухіто Ішіі «Смак чаю», який був відібраний на Каннський кінофестиваль.
У 2006 році Кікучі була обрана японським кінопродюсером Йоко Нарахасі для фільму Алехандро Гонсалеса Іньярріту «Вавилон», де вона зіграла Чієко Ватая, проблемну підлітку з вадами слуху. Була номінована на премію Оскар за найкращу жіночу роль другого плану. Кікучі стала четвертою людиною в історії премії Оскар, номінованою на роль, у якій вона не говорить. За цю роль вона була номінована на Премію Гільдії кіноакторів, Золотий глобус, «Оскар», а також виграла The Gotham Independent Film Awards в номінації Найкращий прорив і National Board of Review в номінації Найкращий жіночий прорив.
Вона знялася у двох фільмах Осії Мамору: «Небесні кролери» (2008) та «Штурмові дівчата» (2009). Кікучі знялася у другому фільмі Раяна Джонсона «Брати Блум» (2009), який став її першим повнометражним фільмом англійською. Хоча вона грає головну героїню, вона говорить лише три слова: за сюжетом її персонажка знає лише три слова англійської мови.
У 2010 році Кікучі знялася в адаптації Чан Ань Хунг роману «Норвезький ліс» Харукі Муракамі. У березні 2011 року вона увійшла до акторського складу 47 Ронін, першої англомовної адаптації найвідомішої казки Японії про вірність самураїв та помсту. Кікучі описала свою персонажку — лиходійку в американській версії часопису «Glamour» як «справжню стерву». 2013 року вона з'являється в американському бойовику «Тихоокеанський рубіж».
У 2014 році Кікучі знявся у фільмі «Кумико», «Мисливець за скарбами», режисер Девід Зеллнер. Кікучі взяли участь у другому сезоні науково-фантастичного серіалу HBO Край «Дикий Захід».

## Особисте життя
31 грудня 2014 року одружилася з японським актором Сьоту Сометані. У жовтні 2016 року народила дитину.

## Фільмографія
- 1999 — Ikitai
- 2000 — Sanmon Yakusha
- 2000 — Akai Shibafu
- 2001 — Paradice
- 2001 — Sora no Ana
- 2001 — DRUG
- 2003 — 17 sai
- 2004 — Tori
- 2004 — Cha no Aji
- 2004 — 69 /69
- 2004 — Манери виживати 5+ / Survive Style5 +
- 2004 — Riyu
- 2005 — Tagatameni
- 2006 — Naisu no mori / Funky forest: The First Contact
- 2006 — Warau Mikaeru
- 2006 — Вавилон / Babel
- 2009 — Asaruto gâruzu
- 2009 — Брати Блум
- 2009 — Карта звуків Токіо
- 2010 — Шанхай
- 2010 — Популярність
- 2010 — Норвезький ліс
- 2010 — Sayonara, Robinson Kurûsô (ТБ)
- 2011 — Ogawa no hotori
- 2013 — Тихоокеанський рубіж
- 2013 — 47 Ронін
- 2014 — Куміко, мисливиця за скарбами
- 2015 — Нікому не потрібна ніч
- 2015 — Dear Deer (камео)
- 2016 — Terra Formars
- 2018 — Край «Дикий Захід» (2-й сезон)
- 2018 — Тихоокеанський рубіж 2
- 2022 — Поліція Токіо